# 55 Большой Медведицы
55 Большой Медведицы (лат. 55 Ursae Majoris), HD 98353 — тройная звезда в созвездии Большой Медведицы на расстоянии приблизительно 195 световых лет (около 60 парсеков) от Солнца. Видимая звёздная величина звезды — +4,8m.

## Характеристики
Первый компонент (55 Большой Медведицы Aa) — белая звезда спектрального класса A1V. Масса — около 2 солнечных, радиус — около 2,79 солнечных, светимость — около 36,53 солнечных. Эффективная температура — около 9230 К.
Второй компонент (55 Большой Медведицы Ab) — белая звезда спектрального класса A2V. Масса — около 1,8 солнечной. Эффективная температура — около 8810 К. Орбитальный период — около 2,5537 суток.
Третий компонент (55 Большой Медведицы B) — белая звезда спектрального класса A1V. Масса — около 2,1 солнечных. Эффективная температура — около 9290 К. Орбитальный период — около 1872,7 суток (5,127 лет).